# Лутесия
Лутесия (порт. Lutécia)  —  муниципалитет в Бразилии, входит в штат Сан-Паулу. Составная часть мезорегиона Ассис. Входит в экономико-статистический  микрорегион Асис. Население составляет 3087 человек на 2006 год. Занимает площадь 474,627 км². Плотность населения — 6,5 чел./км².
Праздник города —  30 ноября.

## Статистика
- Валовой внутренний продукт на 2003 составляет 38.798.762,00 реалов (данные: Бразильский институт географии и статистики).
- Валовой внутренний продукт на душу населения на 2003 составляет 12.932,92 реалов (данные: Бразильский институт географии и статистики).
- Индекс развития человеческого потенциала на 2000 составляет 0,755 (данные: Программа развития ООН).